# Nicat Məmmədov
Nicat Məmmədov (ur. 2 kwietnia 1985 w Nachiczewanie) – azerski szachista, arcymistrz od 2006 roku.

## Kariera szachowa
W latach 1985–2005 wielokrotnie reprezentował Azerbejdżan na mistrzostwach świata i Europy juniorów w różnych kategoriach wiekowych, największy sukces odnosząc w 1999 r. w Litochoronie, gdzie zdobył tytuł mistrza Europy do 14 lat. Był również wielokrotnym medalistą kraju juniorów, m.in. złotym w latach 2001 (do 16 lat) oraz 2004 (do 20 lat). W 2007 i 2008 dwukrotnie podzielił II-III m. w finałach indywidualnych mistrzostw Azerbejdżanu, natomiast w 2011 r. zdobył tytuł mistrza kraju.
Wielokrotnie reprezentował Azerbejdżan w turniejach drużynowych, m.in.:
- na olimpiadzie szachowej (w roku 2000)[3],
- dwukrotnie na drużynowych mistrzostwach świata (w latach 2010, 2013)[4],
- na olimpiadzie szachowej juniorów do 16 lat (w roku 2000); medalista: wspólnie z drużyną – brązowy (2000)[5].

Odniósł szereg sukcesów w turniejach międzynarodowych, m.in. w:
- Moskwie (2002, turniej Aerofłot Open-B, dz. II m. za Wiktroem Kuprejczykiem, wspólnie z m.in. Walentinem Arbakowem i Władimirem Dobrowem),
- Teheranie (2005, dz. I m. wspólnie z Gadirem Gusejnowem, Elshanem Moradiabadim, Tigranem L. Petrosjanem i Jewgienijem Glejzerowem)
- Benasque (2006, dz. II m. za Olegiem Korniejewem, wspólnie z Aleksandrem Kowczanem, Elizbarem Ubiławą i Siergiejem Kasparowem),
- Baku (2006, dz. II m. za Szachrijarem Mammadjarowem, wspólnie z Wadimem Małachatko, Darmenem Sadwakasowem, Micheilem Mczedliszwilim i Eldarem Gasanowem),
- Bad Wiessee (2007, dz. I m. wspólnie z Mircea Pârligrasem),
- Hastings (2007/08, dz. I m. wspólnie z Wadimem Małachatko i Walerijem Niewierowem),
- Enschede (2008, II m. za Antonem Filippowem),
- Kawali (2009, dz. I m. wspólnie z Hrantem Melkumjanem, Alberto Davidem, Chanda Sandipanem, Abhijeetem Guptą, Władysławem Niewiedzniczym i Siergiejem Wołkowem),
- Neustadt an der Weinstrasse (2009, dz. II m. za Siergiejem Tiwiakowem, wspólnie z m.in. Jurijem Kuzubowem, Robertem Kempińskim, Jurijem Drozdowskim i Tigranem Gharamianem).
- Pradze (2012, dz. I m. wspólnie z Alexandrem Fierem).

Najwyższy ranking w dotychczasowej karierze osiągnął 1 stycznia 2014 r., z wynikiem 2624 punktów.